# Sin senos no hay paraíso
Sin senos no hay paraíso é uma telenovela estadunidense-colombiana exibida pela Telemundo entre 16 de junho de 2008 e 22 de junho de 2009.
A trama é uma adaptação da novela colombiana Sin tetas no hay paraíso, produzida em 2006.
Foi protagonizada por Carmen Villalobos, Catherine Siachoque e Fabián Ríos e María Fernanda Yepes.

## Elenco
- Carmen Villalobos - Catalina Santana de Barrera
- Catherine Siachoque - Hilda Santana Flores "Doña Hilda"
- Fabián Ríos - Albeiro Manrique
- María Fernanda Yepes - Yésica Franco "La Diabla"
- Aylin Mujica - Lorena Magallanes
- Juan Diego Sánchez - Bayron Santana
- Gregorio Pernía - Aurelio Jaramillo "El Titi"
- Guillermo Quintanilla - Benjamín Martínez
- Alejandra Pinzón - Paola Pizarro
- Linda Baldrich - Natalia Bermúdez
- Carolina Sepúlveda - Ximena
- Carolina Betancourt - Vanessa
- Laura Londoño - Lina Arango
- Sofía Stamatiades es Julieta Rivas
- Roberto Mateos - José Miguel Cárdenas
- Gabriel Porras - Fernando Rey
- Ramiro Meneses - Ramiro "Hombre oscuro" Duque
- Danilo Santos - Mauricio Cardona
- Alí Humar - Pablo Morón
- Juan Pablo Shuk - Mauricio Contento
- César Mora - Marcial Barrera
- Francisco Bolívar - José Luis Vargas "Jota"
- Juan Hugo Cárdenas - La liebre
- Angélica Blandon - Camila Duque
- José Omar Murillo - Oswaldo Ochoa "Pelambre"
- Astrid Junguito - Mariela Manrique
- Didier van der Hove es Alberto Quiroga
- Emerson Yáñez - Balín
- Paula Barreto - Bárbara
- Néstor Alfonso Rojas - Caballo
- Rafael Uribe Ochoa - Orlando
- Víctor Rodríguez - Jorge
- Jorge Sánchez - Lambón
- Lico Flores - Fico
- Martha Isabel Bolaños es Margot
- Rodrigo Obregón - Robert
- Andrés Martínez - Alberto Bermejo
- Edmundo Troya - Don Antonio
- Sigifredo Vega - Calixto Bermúdez
- Gustavo Yánez - Sadhanii
- Maria Margarita Giraldo - Eloiza de Bermúdez
- John Mario Rivera - Don Jairo
- Manuel Busquet - Román
- Lucho Velasco - Médico de abortos
- Moisés Cadavid - Benjamín
- Dara Monseñor - Tatiana del Prado Cuevas
- Jairo Sanabria - Tuerto
- Christian Tappan - Octavio
- Manuel Pachón - Sacerdote
- Mónica Pardo - Cristina
- María León Arias - Griselda
- Sharmell Altamirano - Rhoiau Frtizeloi
- Alvaro García - Bonifacio
- Johanna Uribe - Valentina Roldán
- Mónica Uribe - Marcela Ahumada
- Karen Lisset Manjarrez - Ella misma
- Julia Tormento - Bella
- Herbert Rey - Espartaco
- Margarita Durán - Rosa
- Alexander Rodríguez - Martín Salgado
- Sebastián Boscán - Doctor de Estéves
- Gilberto Ramírez - Doctor Espitia
- Natalia Giraldo - Micaela St. Germain
- Martha Liliana Calderón es Rebecca Romo
- Ivette Zamora - María Jaramillo
- Alejandro Tamayo - Totico
- Andrea Villareal - Zoyla Carrasco
- Luis Fernando Salas - Urquía
- Alfredo Anher - Agente Robledo
- Giovanny Álvarez  - Capitan Torrijos
- Ana Beatriz Osorio - Roxana Pinilla
- Alejandro López - Becker
- Jackeline Aristizabal - González
- David Guerrero - Joaquín
- Victor Cifuentes - Robert
- Zulma Rey - Jenny
- Juan Sebastián Caicedo - David
- Mijail Mulkay - Hugo Cifuentes
- Linda Lucía Callejas - Imelda Franco "Doña Imelda"
- Federico Rivera - Raúl
- Juan Assis - JuanAssis
- Jeferson Longa - Ender Franco